# سحرگاه

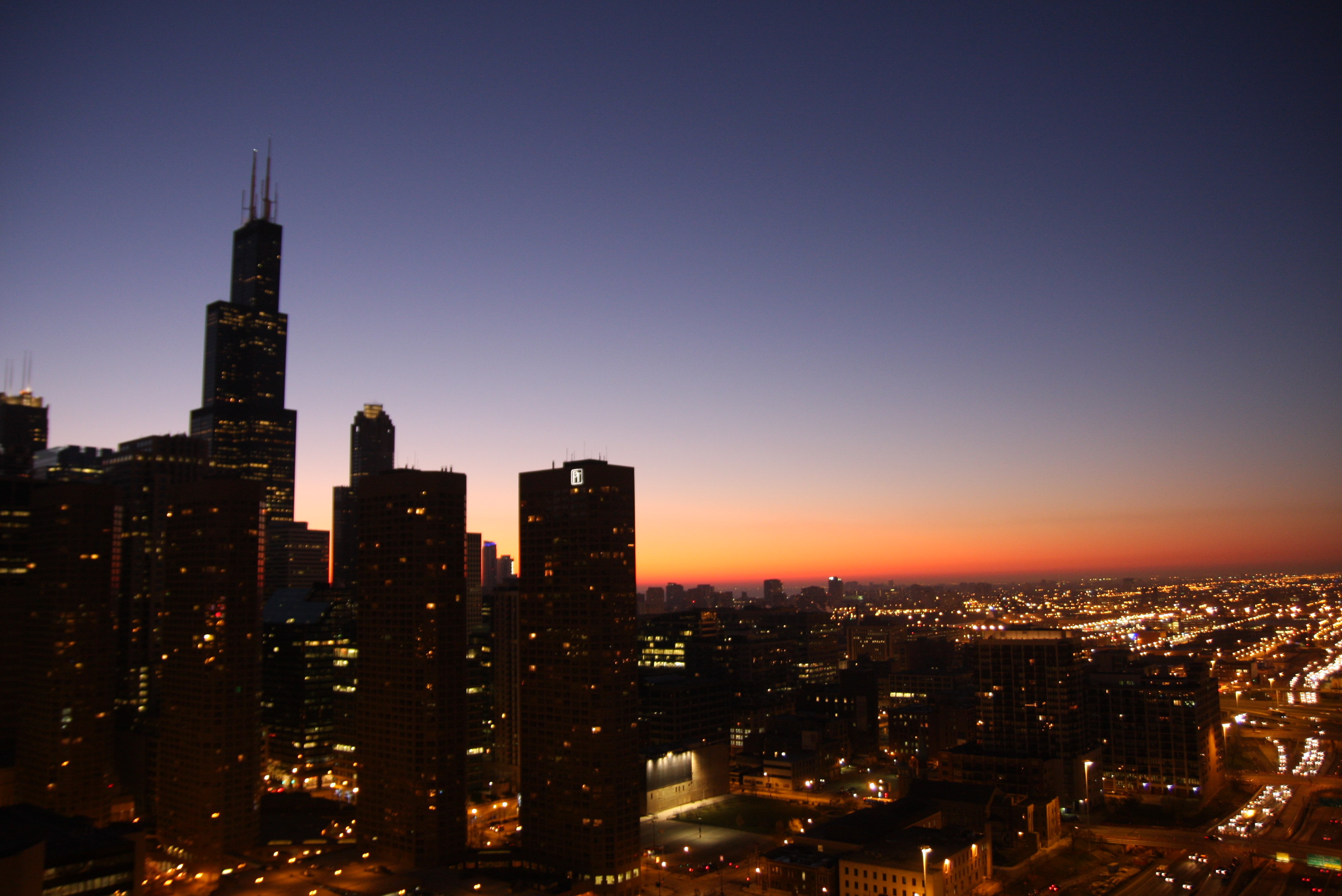

سحرگاه، پگاه، سپیده‌دم یا شفق به فلق قبل از طلوع خورشید گفته می‌شود. طول مدت دوره گرگ و میش سپیده دم و طلوع خورشید به عرض جغرافیایی آن منطقه بستگی دارد و طول آن از چند دقیقه در مناطق استوایی به چند ساعت در مناطق قطبی تغییر می‌کند. 
سحر به آخر شب، نزدیک طلوع فجر و پیش از طلوع فجر نیز تعریف شده است. 

## در ادیان
در اسلام، سحرگاه (اذان صبح) تا طلوع، زمان خواندن نماز اول روز و در ماه رمضان زمان پیش‌ازآغاز روزه است. سحر به آخر شب، نزدیک طلوع فجر و پیش از طلوع فجر نیز تعریف شده است. 

## همچنین مشاهده کنید
- بامداد
- ظهر
- غروب
- عصر
- شفق
- گرگ‌ومیش